# Meysey Hampton
Meysey Hampton lub Maiseyhampton – wieś i civil parish w Anglii, w hrabstwie Gloucestershire, w dystrykcie Cotswold. Leży 35 km na południowy wschód od miasta Gloucester i 120 km na zachód od Londynu. W 2011 roku civil parish liczyła 566 mieszkańców. Meysey Hampton jest wspomniana w Domesday Book (1086) jako Hantone.